# Миклашевский, Михаил Павлович
Михаил Павлович Миклашевский  (1756 — 26 августа 1847) — российский военный и государственный деятель украинского происхождения, губернатор Волынской и Новороссийской губерний (1797—1802), сенатор.

## Биография
Из дворян Черниговской губернии, сын Павла Иванович Миклашевского (1724—?).
С 1775 года служил в войсках, командовал Стародубским карабинерным полком, отличившись при Рымнике и Мачине, а также во время восстания Костюшко отстаивал Волынскую губернию.
В 1796 году был назначен волынским, а в 1798 году — малороссийским губернатором.
В 1799 году за употребление в донесениях несвойственных в российском языке слов был уволен императором Павлом, но в 1801 году назначен был вновь начальствовать Новороссийским краем.
В 1806 и 1807 годах Миклашевский принял начальство над екатеринославской дружиной; не требуя себе жалованья и умеренно расходуя казённые деньги, он держал земскую армию наготове в течение более года. Сторонник автономии Малороссии, для отражения нашествия Наполеона предлагал воссоздать казацкие полки.
Назначенный сенатором, он в 1814 году очень строго ревизовал Новгородскую губернию, нажил себе неприятности и в 1818 году вышел в отставку.
Последние 30 лет жизни Миклашевский провёл вдали от дел, занимаясь сельским хозяйством и совершенствованием своей суконной фабрики в Черниговской губернии. В многосторонней своей деятельности он постоянно проводил свои взгляды о необходимости упорядочения положения бедных и низших классов; в этих целях он написал ряд проектов о новгородских казённых крестьянах, о беглых и т. п.
Из усадьбы Миклашевского в Понуровке (ныне Стародубского района) происходят многие списки «Истории русов». В оставшихся бумагах его сохранились ценные письма к нему Потёмкина, Суворова, Румянцева, князя Безбородко и многих других.

## Награды
- 1790 — Орден Святого Георгия 4-й степени (№ 720 [367]; 30 марта 1790)[4].
- 1792 — Орден Святого Владимира 3-й степени.
- 13 августа 1798 — Орден Святой Анны 1-й степени, бриллиантовые знаки (10 декабря 1801).
- 30 апреля 1803 — Орден Святого Владимира 2-й степени[5].
- 20 января 1813 — Орден Святого Александра Невского

## Семья
С 25 октября 1797 года был женат на Анастасии Яковлевне Бакуринской (1783—1865), в браке с которой имел девять детей:
- Александр (1796—1831), декабрист, член тайного общества офицеров Измайловского полка (февраль — апрель 1821) и, возможно, Северного общества (1821). Участник русско-персидской и русско-турецкой войн 1827—1829 годов, за штурм Карса произведён в полковники (16.11.1828); погиб при штурме крепости Агач-Кале[6][7].
- Иосиф (1800—1868), полковник; его внук И. М. Миклашевский.
- Софья (1803—1874), с 1820 года жена декабриста А. Ф. Бригена.

- Варвара (1804—после 1858), девица.
- Елизавета (1808—1886), в браке с 1830 года, её супруг потомственный дворянин Николай Петрович Бороздна (1808—1878), впоследствии Черниговский губернский предводитель дворянства (1848—1862), смоленский губернатор (1862—1871).
- Андрей (1814—1905) — выпускник Московского благородного пансиона. Государственный чиновник в чине тайного советника; Екатеринославский губернский предводитель дворянства (1859—1862)[8]; с 1861 года действительный член Императорского общества сельского хозяйства Южной России.
- Надежда (1816?—1876), её супруг — черниговский помещик, коллежский советник Михаил Иосифович Судиенко (1803—1874)[9]. По отзыву современника, в молодости слыла красавицей, да и в возрасте <…>, высокая, стройная, добрая и симпатичная женщина. Имела многочисленное потомство, для воспитания которого жила с мужем в Киеве[10]. Их сын Иосиф, владимирский губернатор.
- Павел (1818—1893), действительный статский советник.
- Илья (08.03.1821[11]—1886), крещён 12 марта 1821 года в церкви Св. Двенадцати апостолов при Главном управлении почт и телеграфов при восприемстве графа А. И. Кушелева и графини А. И. Безбородко; статский советник; его сын — Михаил.